# Большая Лумарь (Нижегородская область)
 Большая Лумарь  — деревня в Тоншаевском районе Нижегородской области.

## География
Расположена на расстоянии примерно 30 км на восток-юго-восток по прямой от районного центра посёлка Тоншаево.

## История
Известна с 1748 года как деревня Луммар с населением 17 душ мужского пола из новокрещёных черемис, в 1873 году здесь (уже Лумарь) было отмечено 3 двора и 22 жителя . С 2004 по 2020 год в составе Кодочиговского сельсовета.

## Население
Постоянное население составляло 4 человека (мари 100%) в 2002 году, 1 в 2010.